# Peribolaster folliculatus
Peribolaster folliculatus is een zeester uit de familie Korethrasteridae.
De wetenschappelijke naam van de soort werd in 1889 gepubliceerd door Percy Sladen.